# 文化史学会
文化史学会（ぶんかしがっかい、英語: Institute Of Science Of Cultural History）は、日本の学術研究団体の一つ。

## 概要
1950年7月16日設立。学術研究団体としての種別は単独学会。日本学術会議協力学術研究団体である。
人間の営為の一切を文化と見做し、文化史学を「過去の文化を現在の文化を創る立場から研究する史学」と定義して、各種の領域における歴史研究の方法について深い反省を加え、文化史学の方法の樹立に努力することを目的としている。

## 沿革
- 1950年 - 文化史学会設立。

## 刊行物

### 文化史學
- 誌名（和文）：文化史學
- 誌名（欧文）：THE BUNKASHIGAKU STUDIES IN CULTURAL HISTORY
- 創刊年：1950
- 資料種別：ジャーナル（査読付き論文を含む）
- 使用言語：日本語のみ
- 発行形態：印刷体
- 著作権帰属先：-
- クリエイティブコモンズ：-
- 購読：-